# Clasificación de UEFA para la Copa Mundial de Fútbol de 1966
En esta Clasificación para la Copa Mundial de Fútbol de 1966 participaron un total de 30 selecciones europeas y 2 selecciones extra-europeas encuadradas en los Grupos de ese continente (Israel y Siria por Asia) compitiendo por 9 puestos en la fase final. Estos puestos estaban disgregados en 1 puesto otorgado a cada uno de los ganadores de los 9 grupos conformados.

## Grupo 1
| Equipo   | Pts | PJ | PG | PE | PP | GF | GC | Dif |
| -------- | --- | -- | -- | -- | -- | -- | -- | --- |
| Bélgica  | 6   | 4  | 3  | 0  | 1  | 11 | 3  | 8   |
| Bulgaria | 6   | 4  | 3  | 0  | 1  | 9  | 6  | 3   |
| Israel   | 0   | 4  | 0  | 0  | 4  | 1  | 12 | -11 |

| 9-5-1965 | Bélgica           | 1–0     | Israel | Heysel Stadium, Brussels                                  |                                                           |
|          | Jurion 24' (pen.) | Reporte |        | Asistencia: 21 699 espectadores Árbitro(s): Einar Poulsen | Asistencia: 21 699 espectadores Árbitro(s): Einar Poulsen |

| 13-6-1965 | Bulgaria                                   | 4–0     | Israel | Slavia Stadium, Sofia                            |                                                  |
|           | Kotkov 16' 39' · Asparuhov 67' · Kitov 69' | Reporte |        | Asistencia: 18 770 espectadores Árbitro(s): Talu | Asistencia: 18 770 espectadores Árbitro(s): Talu |

| 26-9-1965 | Bulgaria                       | 3–0     | Bélgica | Slavia Stadium, Sofia                               |                                                     |
|           | Kotkov 30' 60' · Asparuhov 34' | Reporte |         | Asistencia: 25 380 espectadores Árbitro(s): Zecevic | Asistencia: 25 380 espectadores Árbitro(s): Zecevic |

| 27-10-1965 | Bélgica                                         | 5–0     | Bulgaria | Constant Vanden Stock Stadium, Brussels          |                                                  |
|            | Van Himst 18' 55' · Thio 75' 80' · Stockman 89' | Reporte |          | Asistencia: 13 780 espectadores Árbitro(s): Bois | Asistencia: 13 780 espectadores Árbitro(s): Bois |

| 10-10-1965 | Israel | 0–5     | Bélgica                                     | Ramat Gan Stadium, Ramat Gan                          |                                                       |
|            |        | Reporte | Van Himst 24' 33' 69' · Thio 31' · Puis 48' | Asistencia: 48 355 espectadores Árbitro(s): Sbardella | Asistencia: 48 355 espectadores Árbitro(s): Sbardella |

| 21-11-1965 | Israel    | 1–2     | Bulgaria                  | Ramat Gan Stadium, Ramat Gan                          |                                                       |
|            | Talbi 48' | Reporte | Kolev 31' · Asparuhov 81' | Asistencia: 28 213 espectadores Árbitro(s): Babauczek | Asistencia: 28 213 espectadores Árbitro(s): Babauczek |

Bélgica y Bulgaria empataron en puntos, por lo que jugaron un partido de desempate en sede neutral para definir al clasificado.
| 29-12-1965 | Bulgaria          | 2–1     | Bélgica           | Stadio Comunale, Florencia, Italia                    |                                                       |
|            | Asparuhov 18' 19' | Reporte | Vutsov 75' (a.g.) | Asistencia: 11 659 espectadores Árbitro(s): Sbardella | Asistencia: 11 659 espectadores Árbitro(s): Sbardella |

| Bulgaria |
| Bulgaria |

## Grupo 2
| Equipo           | Pts | PJ | PG | PE | PP | GF | GC | Dif |
| ---------------- | --- | -- | -- | -- | -- | -- | -- | --- |
| Alemania Federal | 7   | 4  | 3  | 1  | 0  | 14 | 2  | 12  |
| Suecia           | 5   | 4  | 2  | 1  | 1  | 10 | 3  | 7   |
| Chipre           | 0   | 4  | 0  | 0  | 4  | 0  | 19 | -19 |

| 4-11-1964 | Alemania Federal | 1–1     | Suecia     | Berlín Occidental, Alemania Federal |                    |
|           | Brunnenmeier 24' | Reporte | Hamrin 86' | Árbitro(s): Dienst                  | Árbitro(s): Dienst |

| 24-4-1965 | Alemania Federal                               | 5–0     | Chipre | Karlsruhe, Alemania Federal |                   |
|           | Sieloff 16' 35' · Overath 22' 85' · Strehl 69' | Reporte |        | Árbitro(s): Mootz           | Árbitro(s): Mootz |

| 5-5-1965 | Suecia                          | 3–0     | Chipre | Norrköping, Suecia    |                       |
|          | Simonsson 25' 73' · Jonsson 55' | Reporte |        | Árbitro(s): Petursson | Árbitro(s): Petursson |

| 26-9-1965 | Suecia      | 1–2     | Alemania Federal        | Stockholm, Suecia   |                     |
|           | Jonsson 44' | Reporte | Krämer 45' · Seeler 54' | Árbitro(s): Dagnall | Árbitro(s): Dagnall |

| 7-11-1965 | Chipre | 0–5     | Suecia                                                | Famagusta, Chipre      |                        |
|           |        | Reporte | Granström 24' 25' · Kindvall 37' · B. Larsson 40' 87' | Árbitro(s): Zsengeller | Árbitro(s): Zsengeller |

| 14-11-1965 | Chipre | 0–6     | Alemania Federal                                                                     | Nicosia, Chipre        |                        |
|            |        | Reporte | Heiß 30' · Krämer 32' · Szymaniak 57' · Brunnenmeier 82' 88' · Panayiotou 87' (a.g.) | Árbitro(s): Francescon | Árbitro(s): Francescon |

| Alemania Federal |
| Alemania Federal |

## Grupo 3
| Equipo     | Pts | PJ | PG | PE | PP | GF | GC | Dif |
| ---------- | --- | -- | -- | -- | -- | -- | -- | --- |
| Francia    | 10  | 6  | 5  | 0  | 1  | 9  | 2  | 7   |
| Noruega    | 7   | 6  | 3  | 1  | 2  | 10 | 5  | 5   |
| Yugoslavia | 7   | 6  | 3  | 1  | 2  | 10 | 8  | 2   |
| Luxemburgo | 0   | 6  | 0  | 0  | 6  | 6  | 20 | -14 |

| 29-9-1964 | Yugoslavia                               | 3–1     | Luxemburgo | Belgrade, Yugoslavia  |                       |
|           | Kovačević 15' · Jerković 25' · Galić 86' | Reporte | Schmit 71' | Árbitro(s): Tsouvaras | Árbitro(s): Tsouvaras |

| 4-10-1964 | Luxemburgo | 0–2     | Francia                | Luxembourg, Luxemburgo |                    |
|           |            | Reporte | Guy 17' · Artelesa 80' | Árbitro(s): Loraux     | Árbitro(s): Loraux |

| 8-11-1964 | Luxemburgo | 0–2     | Noruega                    | Luxembourg, Luxemburgo |                   |
|           |            | Reporte | E. Johansen 28' · Berg 72' | Árbitro(s): Poweu      | Árbitro(s): Poweu |

| 11-11-1964 | Francia     | 1–0     | Noruega | París, Francia    |                   |
|            | Rambert 17' | Reporte |         | Árbitro(s): Adair | Árbitro(s): Adair |

| 18-4-1965 | Yugoslavia | 1–0     | Francia | Belgrade, Yugoslavia    |                         |
|           | Galić 59'  | Reporte |         | Árbitro(s): Wlachojanis | Árbitro(s): Wlachojanis |

| 27-5-1965 | Noruega                                                          | 4–2     | Luxemburgo                      | Trondheim, Noruega     |                        |
|           | Pedersen 16' · E. Johansen 61' · Sjøberg 66' · Kristoffersen 77' | Reporte | Brenner 10' (pen.) · Dublin 26' | Árbitro(s): Hirviniemi | Árbitro(s): Hirviniemi |

| 16-6-1965 | Noruega                            | 3–0     | Yugoslavia | Oslo, Noruega     |                   |
|           | Seemann 9' · Nilsen 60' · Berg 87' | Reporte |            | Árbitro(s): Lowry | Árbitro(s): Lowry |

| 15-9-1965 | Noruega | 0–1     | Francia    | Oslo, Noruega        |                      |
|           |         | Reporte | Combin 22' | Árbitro(s): Phillips | Árbitro(s): Phillips |

| 19-9-1965 | Luxemburgo    | 2–5     | Yugoslavia                                  | Luxembourg, Luxemburgo |                   |
|           | Pilot 39' 50' | Reporte | Galić 3' 11' · Džajić 37' 58' · Mušović 42' | Árbitro(s): Vales      | Árbitro(s): Vales |

| 9-10-1965 | Francia    | 1–0     | Yugoslavia | París, Francia     |                    |
|           | Gondet 77' | Reporte |            | Árbitro(s): Hansen | Árbitro(s): Hansen |

| 6-11-1965 | Francia                        | 4–1     | Luxemburgo | Marseille, Francia           |                              |
|           | Gondet 8' 27' · Combin 11' 38' | Reporte | Pilot 53'  | Árbitro(s): Zariquiegui Izco | Árbitro(s): Zariquiegui Izco |

| 7-11-1965 | Yugoslavia  | 1–1     | Noruega    | Belgrade, Yugoslavia  |                       |
|           | Vasović 23' | Reporte | Stavrum 8' | Árbitro(s): Ashkenazi | Árbitro(s): Ashkenazi |

| Bandera de Francia |
| Francia            |

## Grupo 4
| Equipo         | Pts | PJ | PG | PE | PP | GF | GC | Dif |
| -------------- | --- | -- | -- | -- | -- | -- | -- | --- |
| Portugal       | 9   | 6  | 4  | 1  | 1  | 9  | 4  | 5   |
| Checoslovaquia | 7   | 6  | 3  | 1  | 2  | 12 | 4  | 8   |
| Rumania        | 6   | 6  | 3  | 0  | 3  | 9  | 7  | 2   |
| Turquía        | 2   | 6  | 1  | 0  | 5  | 4  | 19 | -15 |

| 24-1-1965 | Portugal                                     | 5–1     | Turquía   | Estádio Nacional, Lisbon                                |                                                         |
|           | Coluna 16' · Eusébio 21' 63' 77' · Graça 52' | Reporte | Fevzi 33' | Asistencia: 33 237 espectadores Árbitro(s): Gardeazábal | Asistencia: 33 237 espectadores Árbitro(s): Gardeazábal |

| 19-4-1965 | Turquía | 0–1     | Portugal    | 19 Mayıs Stadı, Ankara                             |                                                    |
|           |         | Reporte | Eusébio 59' | Asistencia: 27 625 espectadores Árbitro(s): Dachan | Asistencia: 27 625 espectadores Árbitro(s): Dachan |

| 25-4-1965 | Checoslovaquia | 0–1     | Portugal    | Tehelné Pole, Bratislava                            |                                                     |
|           |                | Reporte | Eusébio 20' | Asistencia: 56 975 espectadores Árbitro(s): Stavrev | Asistencia: 56 975 espectadores Árbitro(s): Stavrev |

| 2-5-1965 | Rumania                                              | 3–0     | Turquía | Stadionul 23. August, Bucarest                       |                                                      |
|          | Georgescu 1' · Mateianu 72' (pen.) · Creiniceanu 75' | Reporte |         | Asistencia: 31 219 espectadores Árbitro(s): Schiller | Asistencia: 31 219 espectadores Árbitro(s): Schiller |

| 30-5-1965 | Rumania      | 1–0     | Checoslovaquia | Stadionul 23. August, Bucarest                     |                                                    |
|           | Mateianu 34' | Reporte |                | Asistencia: 44 615 espectadores Árbitro(s): Köpcke | Asistencia: 44 615 espectadores Árbitro(s): Köpcke |

| 14-6-1965 | Portugal        | 2–1     | Rumania   | Estádio Nacional, Lisbon        |                                 |
|           | Eusébio 14' 39' | Reporte | Avram 71' | Asistencia: 45 646 espectadores | Asistencia: 45 646 espectadores |

| 19-9-1965 | Checoslovaquia            | 3–1     | Rumania | Stadion Dr. Václava Vacka, Prague                   |                                                     |
|           | Knebort 3' 66' · Jokl 90' | Reporte | Coe 23' | Asistencia: 7324 espectadores Árbitro(s): Storoniak | Asistencia: 7324 espectadores Árbitro(s): Storoniak |

| 9-10-1965 | Turquía | 0–6     | Checoslovaquia                                           | Ali Sami Yen Stadı, Istanbul                      |                                                   |
|           |         | Reporte | Jokl 22' 70' · Knebort 41' 54' · Kvašňák 45' · Kabát 61' | Asistencia: 12 757 espectadores Árbitro(s): Righi | Asistencia: 12 757 espectadores Árbitro(s): Righi |

| 23-10-1965 | Turquía               | 2–1     | Rumania       | 19 Mayıs Stadı, Ankara          |                                 |
|            | Fevzi 13' · Nedim 48' | Reporte | Georgescu 55' | Asistencia: 27 364 espectadores | Asistencia: 27 364 espectadores |

| 31-10-1965 | Portugal | 0–0     | Checoslovaquia | Estádio das Antas, Porto                         |                                                  |
|            |          | Reporte |                | Asistencia: 31 432 espectadores Árbitro(s): Horn | Asistencia: 31 432 espectadores Árbitro(s): Horn |

| 21-11-1965 | Checoslovaquia            | 3–1     | Turquía  | Za Lužánkami, Brno                                 |                                                    |
|            | Mráz 3' 15' · Horváth 69' | Reporte | Ayhan 8' | Asistencia: 3133 espectadores Árbitro(s): Aranyosi | Asistencia: 3133 espectadores Árbitro(s): Aranyosi |

| 21-11-1965 | Rumania                 | 2–0     | Portugal | Stadionul 23. August, Bucarest                     |                                                    |
|            | Pârcălab 1' · Badea 43' | Reporte |          | Asistencia: 27 532 espectadores Árbitro(s): Dienst | Asistencia: 27 532 espectadores Árbitro(s): Dienst |

| Portugal |
| Portugal |

## Grupo 5
| Equipo            | Pts | PJ | PG | PE | PP | GF | GC | Dif |
| ----------------- | --- | -- | -- | -- | -- | -- | -- | --- |
| Suiza             | 9   | 6  | 4  | 1  | 1  | 7  | 3  | 4   |
| Irlanda del Norte | 8   | 6  | 3  | 2  | 1  | 9  | 5  | 4   |
| Países Bajos      | 6   | 6  | 2  | 2  | 2  | 6  | 4  | 2   |
| Albania           | 1   | 6  | 0  | 1  | 5  | 2  | 12 | -10 |

| 24-5-1964 | Países Bajos                       | 2–0     | Albania | Rotterdam, Países Bajos |                     |
|           | Schrijvers 48' (pen.) · Muller 52' | Reporte |         | Árbitro(s): Meighan     | Árbitro(s): Meighan |

|  | Irlanda del Norte  | 1–0     | Suiza | Belfast, Irlanda del Norte |                     |
|  | Crossan 64' (pen.) | Reporte |       | Árbitro(s): Burguet        | Árbitro(s): Burguet |

| 25-10-1964 | Albania | 0–2     | Países Bajos              | Tirana, Albania   |                   |
|            |         | Reporte | Van Nee 2' · Geurtsen 87' | Árbitro(s): Dinow | Árbitro(s): Dinow |

| 14-11-1964 | Suiza                  | 2–1     | Irlanda del Norte | Lausanne, Suiza      |                      |
|            | Quentin 29' · Kuhn 34' | Reporte | Best 31'          | Árbitro(s): Schiller | Árbitro(s): Schiller |

| 17-3-1965 | Irlanda del Norte       | 2–1     | Países Bajos | Belfast, Irlanda del Norte |                      |
|           | Crossan 11' · Neill 62' | Reporte | Van Nee 6'   | Árbitro(s): Sörensen       | Árbitro(s): Sörensen |

| 7-4-1965 | Países Bajos | 0–0     | Irlanda del Norte | Rotterdam, Países Bajos |                      |
|          |              | Reporte |                   | Árbitro(s): Clements    | Árbitro(s): Clements |

| 11-4-1965 | Albania | 0–2     | Suiza                  | Tirana, Albania       |                       |
|           |         | Reporte | Quentin 21' · Kuhn 88' | Árbitro(s): Sbardella | Árbitro(s): Sbardella |

| 2-5-1965 | Suiza           | 1–0     | Albania | Geneva, Suiza             |                           |
|          | Kuhn 10' (pen.) | Reporte |         | Árbitro(s): Bueno Perales | Árbitro(s): Bueno Perales |

| 7-5-1965 | Irlanda del Norte                     | 4–1     | Albania     | Belfast,, Irlanda del Norte |                   |
|          | Crossan 16' 30' 61' (pen.) · Best 85' | Reporte | Jashari 49' | Árbitro(s): Mootz           | Árbitro(s): Mootz |

| 17-10-1965 | Países Bajos | 0–0     | Suiza | Ámsterdam, Países Bajos |                     |
|            |              | Reporte |       | Árbitro(s): Boström     | Árbitro(s): Boström |

| 14-11-1965 | Suiza                   | 2–1     | Países Bajos | Bern, Suiza             |                         |
|            | Hosp 10' · Allemann 87' | Reporte | Laseroms 64' | Árbitro(s): Tschenscher | Árbitro(s): Tschenscher |

| 24-11-1965 | Albania    | 1–1     | Irlanda del Norte | Tirana, Albania   |                   |
|            | Haxhiu 77' | Reporte | Irvine 58'        | Árbitro(s): Sotir | Árbitro(s): Sotir |

| Suiza |
| Suiza |

## Grupo 6
| Equipo               | Pts | PJ | PG | PE | PP | GF | GC | Dif |
| -------------------- | --- | -- | -- | -- | -- | -- | -- | --- |
| Hungría              | 7   | 4  | 3  | 1  | 0  | 8  | 3  | 5   |
| Alemania Democrática | 4   | 4  | 1  | 2  | 1  | 5  | 5  | 0   |
| Austria              | 1   | 4  | 0  | 1  | 3  | 1  | 6  | -5  |

| 25-4-1965 | Austria | 1–1     | Alemania Democrática | Praterstadion, Vienna                                  |                                                        |
|           | Hof 46' | Reporte | Nöldner 74'          | Asistencia: 57 312 espectadores Árbitro(s): Mihailescu | Asistencia: 57 312 espectadores Árbitro(s): Mihailescu |

| 23-5-1965 | Alemania Democrática | 1–1     | Hungría  | Zentralstadion, Leipzig                               |                                                       |
|           | Vogel 17'            | Reporte | Bene 28' | Asistencia: 98 765 espectadores Árbitro(s): Johansson | Asistencia: 98 765 espectadores Árbitro(s): Johansson |

| 13-6-1965 | Austria | 0–1     | Hungría      | Praterstadion, Vienna                                |                                                      |
|           |         | Reporte | Fenyvesi 44' | Asistencia: 70 067 espectadores Árbitro(s): Schwinte | Asistencia: 70 067 espectadores Árbitro(s): Schwinte |

| 5-9-1965 | Hungría                                       | 3–0     | Austria | Népstadion, Budapest                                   |                                                        |
|          | Farkas 4' · Fenyvesi 35' · Mészöly 70' (pen.) | Reporte |         | Asistencia: 71 950 espectadores Árbitro(s): Gorączniak | Asistencia: 71 950 espectadores Árbitro(s): Gorączniak |

| 9-10-1965 | Hungría                             | 3–2     | Alemania Democrática | Népstadion, Budapest                                  |                                                       |
|           | Rákosi 41' · Novák 53' · Farkas 80' | Reporte | P. Ducke 31' 71'     | Asistencia: 73 153 espectadores Árbitro(s): Andziulis | Asistencia: 73 153 espectadores Árbitro(s): Andziulis |

| 31-10-1965 | Alemania Democrática | 1–0     | Austria | Zentralstadion, Leipzig |                      |
|            | Nöldner 1'           | Reporte |         | Árbitro(s): Carswell    | Árbitro(s): Carswell |

| Hungría |
| Hungría |

## Grupo 7
| Equipo          | Pts | PJ | PG | PE | PP | GF | GC | Dif |
| --------------- | --- | -- | -- | -- | -- | -- | -- | --- |
| Unión Soviética | 10  | 6  | 5  | 0  | 1  | 19 | 6  | 13  |
| Gales           | 6   | 6  | 3  | 0  | 3  | 11 | 9  | 2   |
| Grecia          | 5   | 6  | 2  | 1  | 3  | 10 | 14 | -4  |
| Dinamarca       | 3   | 6  | 1  | 1  | 4  | 7  | 18 | -11 |

| 21-10-1964 | Dinamarca  | 1–0     | Gales | Copenhagen, Dinamarca |                   |
|            | Madsen 47' | Reporte |       | Árbitro(s): Huber     | Árbitro(s): Huber |

| 29-11-1964 | Grecia                                | 4–2     | Dinamarca             | Atenas, Grecia    |                   |
|            | Sideris 30' 46' · Papaioannou 71' 85' | Reporte | Berg 60' · Madsen 70' | Árbitro(s): Zsolt | Árbitro(s): Zsolt |

| 9-12-1964 | Grecia                             | 2–0     | Gales | Atenas, Grecia     |                    |
|           | Papaioannou 4' · Papaemmanouil 47' | Reporte |       | Árbitro(s): Majdan | Árbitro(s): Majdan |

| 17-3-1965 | Gales                                        | 4–1     | Grecia          | Cardiff, Gales     |                    |
|           | Allchurch 26' 74' · England 51' · Vernon 65' | Reporte | Papaioannou 60' | Árbitro(s): Roomer | Árbitro(s): Roomer |

| 23-5-1965 | Unión Soviética              | 3–1     | Grecia          | Moscow, Unión Soviética |                    |
|           | Kazakov 14' · Ivanov 71' 83' | Reporte | Papaioannou 60' | Árbitro(s): Beijar      | Árbitro(s): Beijar |

| 30-5-1965 | Unión Soviética                  | 2–1     | Gales         | Moscow, Unión Soviética |                   |
|           | Ivanov 39' · Williams 48' (a.g.) | Reporte | R. Davies 69' | Árbitro(s): Fritz       | Árbitro(s): Fritz |

| 27-6-1965 | Unión Soviética                                                           | 6–0     | Dinamarca | Moscow, Unión Soviética |                     |
|           | Khusainov 9' · Metreveli 47' · Voronin 64' · Barkaya 69' 77' · Meskhi 72' | Reporte |           | Árbitro(s): Zečević     | Árbitro(s): Zečević |

| 3-10-1965 | Grecia          | 1–4     | Unión Soviética                        | Atenas, Grecia       |                      |
|           | Papaioannou 27' | Reporte | Metreveli 14' · Banişevski 25' 59' 82' | Árbitro(s): Shoshany | Árbitro(s): Shoshany |

| 17-10-1965 | Dinamarca    | 1–3     | Unión Soviética                           | Copenhagen, Dinamarca |                     |
|            | Troelsen 79' | Reporte | Metreveli 47' · Banişevski 62' · Sabo 68' | Árbitro(s): Webster   | Árbitro(s): Webster |

| 27-10-1965 | Dinamarca   | 1–1     | Grecia      | Copenhagen, Dinamarca |                      |
|            | Fritsen 12' | Reporte | Sideris 45' | Árbitro(s): McCarthy  | Árbitro(s): McCarthy |

| 27-10-1965 | Gales                      | 2–1     | Unión Soviética | Cardiff, Gales     |                    |
|            | Vernon 20' · Allchurch 77' | Reporte | Banişevski 17'  | Árbitro(s): Nilsen | Árbitro(s): Nilsen |

| 1-12-1965 | Gales                                    | 4–2     | Dinamarca                | Wrexham, Gales         |                        |
|           | W. Davies 2' · Vernon 11' 79' · Rees 18' | Reporte | Poulsen 4' · Fritsen 48' | Árbitro(s): Kitabdjian | Árbitro(s): Kitabdjian |

| Bandera de la Unión Soviética |
| Unión Soviética               |

## Grupo 8
| Equipo    | Pts | PJ | PG | PE | PP | GF | GC | Dif |
| --------- | --- | -- | -- | -- | -- | -- | -- | --- |
| Italia    | 9   | 6  | 4  | 1  | 1  | 17 | 3  | 14  |
| Escocia   | 7   | 6  | 3  | 1  | 2  | 8  | 8  | 0   |
| Polonia   | 6   | 6  | 2  | 2  | 2  | 11 | 10 | 1   |
| Finlandia | 2   | 6  | 1  | 0  | 5  | 5  | 20 | -15 |

| 21-10-1964 | Escocia                            | 3–1     | Finlandia    | Glasgow, Escocia   |                    |
|            | Law 2' · Chalmers 38' · Gibson 42' | Reporte | Peltonen 70' | Árbitro(s): Hannet | Árbitro(s): Hannet |

| 4-11-1964 | Italia                                                                             | 6–1     | Finlandia    | Genoa, Italia         |                       |
|           | Facchetti 1' · Holmqvist 8' (a.g.) · Rivera 16' · Bulgarelli 49' · Mazzola 54' 83' | Reporte | Peltonen 88' | Árbitro(s): Rodrigues | Árbitro(s): Rodrigues |

| 18-4-1965 | Polonia | 0–0     | Italia | Warsaw, Polonia    |                    |
|           |         | Reporte |        | Árbitro(s): Roomer | Árbitro(s): Roomer |

| 23-5-1965 | Polonia     | 1–1     | Escocia | Warsaw, Polonia    |                    |
|           | Lentner 52' | Reporte | Law 76' | Árbitro(s): Alimov | Árbitro(s): Alimov |

| 27-5-1965 | Finlandia    | 1–2     | Escocia                | Helsinki, Finlandia |                    |
|           | Hyvärinen 5' | Reporte | Wilson 37' · Greig 50' | Árbitro(s): Vetter  | Árbitro(s): Vetter |

| 23-6-1965 | Finlandia | 0–2     | Italia          | Helsinki, Finlandia   |                       |
|           |           | Reporte | Mazzola 33' 78' | Árbitro(s): Bachramov | Árbitro(s): Bachramov |

| 26-9-1965 | Finlandia                  | 2–0     | Polonia | Helsinki, Finlandia   |                       |
|           | Peltonen 1' · Nuoranen 27' | Reporte |         | Árbitro(s): Grandlund | Árbitro(s): Grandlund |

| 13-10-1965 | Escocia     | 1–2     | Polonia             | Glasgow, Escocia     |                      |
|            | McNeill 13' | Reporte | Pol 85' · Sadek 86' | Árbitro(s): Carlsson | Árbitro(s): Carlsson |

| 24-10-1965 | Polonia                                            | 7–0     | Finlandia | Szczecin, Polonia     |                       |
|            | Lubański 19' 21' 24' 41' · Pol 29' · Sadek 35' 79' | Reporte |           | Árbitro(s): Obtulović | Árbitro(s): Obtulović |

| 1-11-1965 | Italia                                                   | 6–1     | Polonia      | Roma, Italia      |                   |
|           | Mazzola 5' · Barison 25' 65' 87' · Rivera 71' · Mora 79' | Reporte | Lubański 84' | Árbitro(s): Klein | Árbitro(s): Klein |

| 9-11-1965 | Escocia   | 1–0     | Italia | Glasgow, Escocia      |                       |
|           | Greig 88' | Reporte |        | Árbitro(s): Kreitlein | Árbitro(s): Kreitlein |

| 7-12-1965 | Italia                                  | 3–0     | Escocia | Naples, Italia    |                   |
|           | Pascutti 38' · Facchetti 73' · Mora 89' | Reporte |         | Árbitro(s): Zsolt | Árbitro(s): Zsolt |

| Italia |
| Italia |

## Grupo 9
En el Grupo 9 Siria se solidarizó con los equipos africanos en su protesta por el reparto de plazas, y renunció a la disputa de la clasificación, por lo que ésta se decidió al ganador de dos partidos entre Irlanda y España.
| Equipo  | Pts | PJ       | PG       | PE       | PP       | GF       | GC       | Dif      |          |
| ------- | --- | -------- | -------- | -------- | -------- | -------- | -------- | -------- | -------- |
| España  | 2   | 2        | 1        | 0        | 1        | 5        | 2        | 3        |          |
| Irlanda | 2   | 2        | 1        | 0        | 1        | 2        | 5        | -3       |          |
| Siria   |     | Abandonó | Abandonó | Abandonó | Abandonó | Abandonó | Abandonó | Abandonó | Abandonó |

| 5-5-1965 | Irlanda           | 1–0     | España | Dalymount Park, Dublin                                |                                                       |
|          | Iribar 61' (a.g.) | Reporte |        | Asistencia: 40 772 espectadores Árbitro(s): Callaghan | Asistencia: 40 772 espectadores Árbitro(s): Callaghan |

| 27-10-1965 | España                           | 4–1     | Irlanda    | Estadio Ramón Sánchez Pizjuán, Sevilla              |                                                     |
|            | Pereda 40' 43' 58' · Lapetra 63' | Reporte | McEvoy 26' | Asistencia: 29 452 espectadores Árbitro(s): Freitas | Asistencia: 29 452 espectadores Árbitro(s): Freitas |

#### Partido de desempate
Con una victoria para cada equipo en los dos partidos disputados hizo falta de un tercer partido, disputado en campo neutral, para conocer al equipo clasificado. En un principio el partido se debía disputar en Londres, pero tal situación hubiese sido beneficiosa para Irlanda, por lo que ambos equipos se pusieron de acuerdo en disputar el partido en París. España consiguió imponerse finalmente y certificar su pase para el mundial.
| 10 de noviembre de 1965 | España     | 1:0     | Irlanda | Parque de los Príncipes, París (Francia)              |                                                       |
|                         | Ufarte 80' | Reporte |         | Asistencia: 35 731 espectadores Árbitro(s): Schwintet | Asistencia: 35 731 espectadores Árbitro(s): Schwintet |

| España |
| España |

## Goleadores
7 goles
- Eusébio

6 goles
- Mimis Papaioannou

5 goles
- Paul Van Himst
- Georgi Asparuhov
- Sandro Mazzola
- Johnny Crossan
- Włodzimierz Lubański
- Anatoliy Banishevskiy

4 goles
- Nikola Kotkov
- František Knebort
- Roy Vernon
- Milan Galić

3 goles
- Johnny Thio
- Karol Jokl
- Juhani Peltonen
- Nestor Combin
- Philippe Gondet
- Giorgos Sideris
- Paolo Barison
- Louis Pilot
- Jerzy Sadek
- Valentin Kozmich Ivanov
- Slava Metreveli
- Chus Pereda
- Köbi Kuhn
- Ivor Allchurch
- Rudolf Brunnenmeier

2 goles
- Ivan Mráz
- Ole Fritsen
- Ole Madsen
- Peter Ducke
- Jürgen Nöldner
- János Farkas
- Máté Fenyvesi
- Giacinto Facchetti
- Bruno Mora
- Gianni Rivera
- Hennie van Nee
- George Best
- Harald Berg
- Erik Johansen
- Ernest Pol
- Nicolae Georgescu
- Viorel Mateianu
- John Greig
- Denis Law
- Vladimir Barkaya
- Lars Granström
- Bo Larsson
- Agne Simonsson
- Torbjörn Jonsson
- René-Pierre Quentin
- Fevzi Zemzem
- Werner Krämer
- Wolfgang Overath
- Klaus-Dieter Sieloff
- Dragan Džajić

1 gol
- Mexhit Haxhiu
- Robert Jashari
- Erich Hof
- Armand Jurion
- Wilfried Puis
- Jacques Stockman
- Stoyan Kitov
- Ivan Petkov Kolev
- Alexander Horváth
- Dušan Kabát
- Andrej Kvašňák
- Mogens Berg
- Kaj Poulsen
- Tommy Troelsen
- Eberhard Vogel
- Martti Hyvärinen
- Semi Nuoranen
- Marcel Artelesa
- André Guy
- Angel Rambert
- Andreas Papaemmanouil
- Ferenc Bene
- Kálmán Mészöly
- Dezső Novák
- Gyula Rákosi
- Andy McEvoy
- Rahamim Talbi
- Giacomo Bulgarelli
- Ezio Pascutti
- Ernest Brenner
- Edy Dublin
- Ady Schmit
- Frans Geurtsen
- Theo Laseroms
- Bennie Muller
- Daan Schrijvers
- Willie Irvine
- Terry Neill
- Per Kristoffersen
- Olav Nilsen
- Arne Pedersen
- Finn Seemann
- Kai Sjøberg
- Ole Stavrum
- Roman Lentner
- Mário Coluna
- Jaime Graça
- Sorin Avram
- Alexandru Badea
- Dan Coe
- Carol Creiniceanu
- Ion Pârcălab
- Stevie Chalmers
- Dave Gibson
- Billy McNeill
- Davie Wilson
- Boris Kazakov
- Galimzyan Khusainov
- Mikheil Meskhi
- Yozhef Sabo
- Valery Voronin
- Carlos Lapetra
- José Ufarte
- Kurt Hamrin
- Ove Kindvall
- Anton Allemann
- Robert Hosp
- Ayhan Elmastaşoğlu
- Nedim Doğan
- Ron Davies
- Wyn Davies
- Mike England
- Ronnie Rees
- Alfred Heiß
- Uwe Seeler
- Heinz Strehl
- Horst Szymaniak
- Dražan Jerković
- Vladica Kovačević
- Džemaludin Mušović
- Velibor Vasović

Autogoles
- Ivan Vutsov (ante Bélgica)
- Kostas Panayiotou (ante Alemania Federal)
- Stig Holmqvist (ante Italia)
- José Ángel Iribar (ante Irlanda)
- Graham Williams (ante Unión Soviética)

- Datos: Q3926811